# Чернопаровка
Чернопаровка (укр. Чорнопарівка) — село, Елизаровский сельский совет,Солонянский район, Днепропетровская область, Украина.
Код КОАТУУ — 1225083504. Население по переписи 2001 года составляло 222 человека .

## Географическое положение
Село Чернопаровка примыкает к селу Рясное, на расстоянии в 1 км расположен посёлок Святовасильевка.
Рядом проходит автомобильная дорога Т-0420 и
железная дорога, станция Рясное в 2-х км.